# Máy quay video

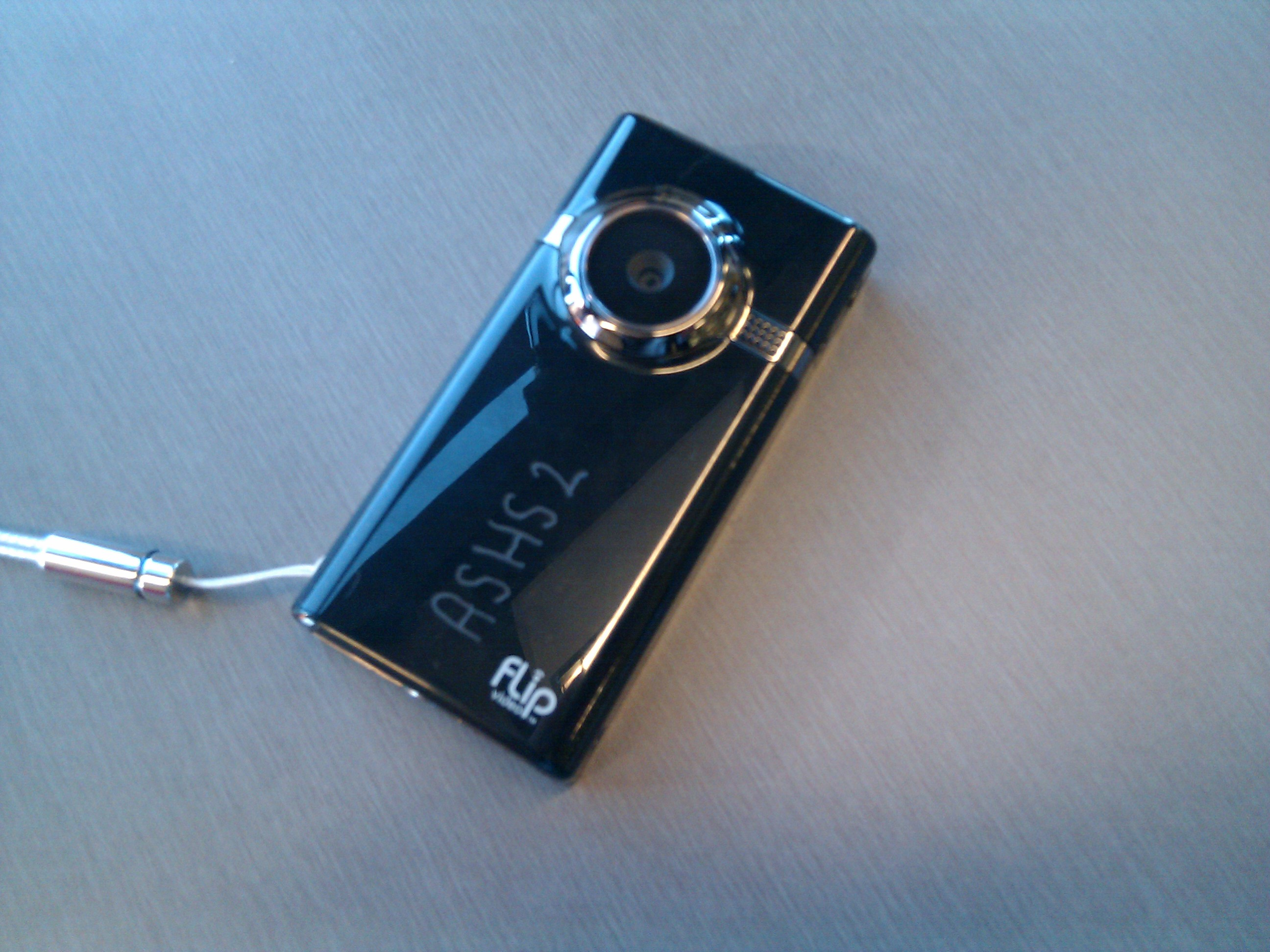
Máy quay video Flip, trước đây do Cisco sản xuất.

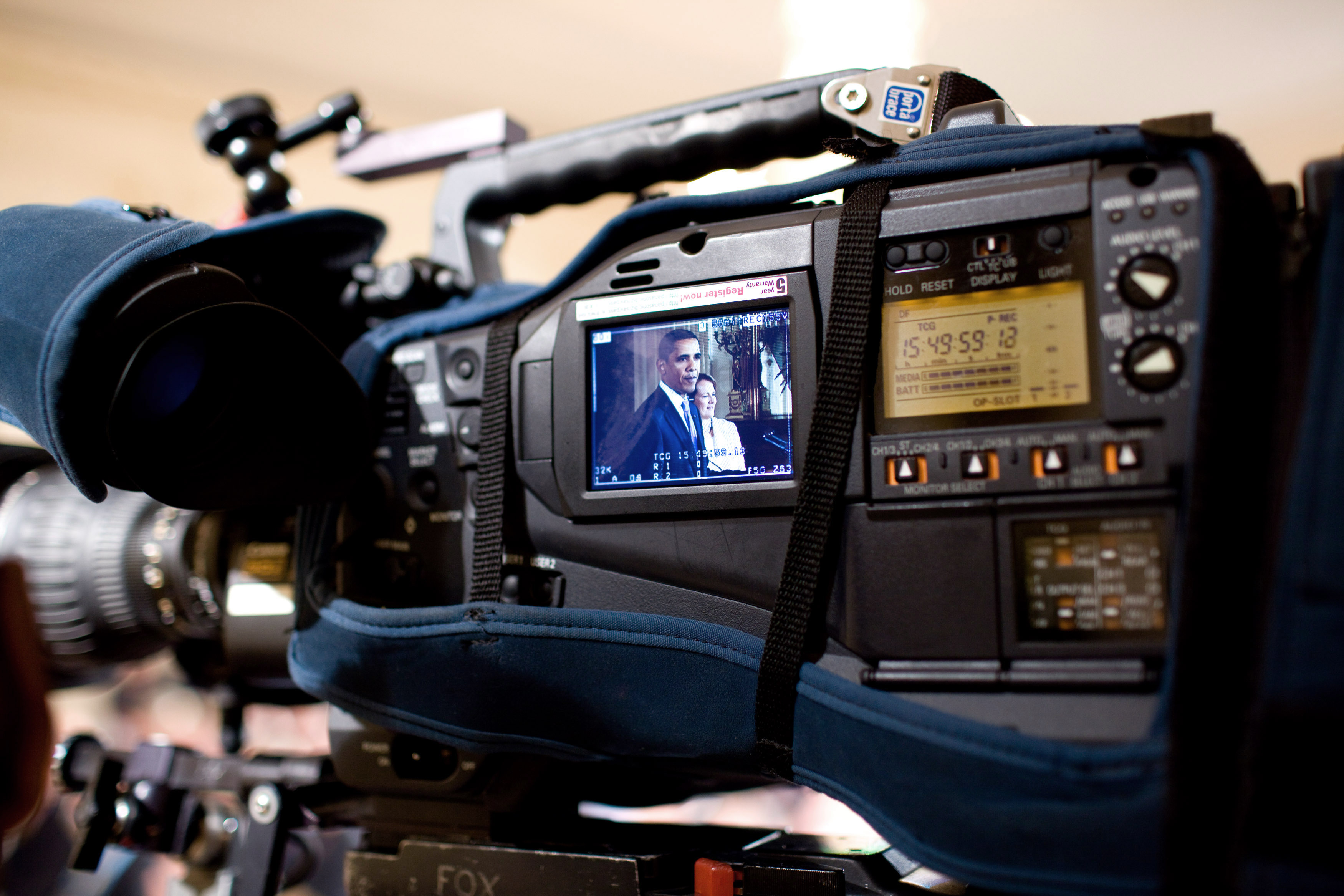
Tổng thống Barack Obama và nhân viên Quản lý doanh nghiệp nhỏ Karen Mills xuất hiện trên màn hình trong một sự kiện tại Phòng Đông ở Nhà Trắng năm 2009

Máy quay video là một máy quay camera được sử dụng để thu nhận hình ảnh chuyển động điện tử (trái ngược với máy ảnh phim, ghi lại hình ảnh trên phim), ban đầu được phát triển cho ngành công nghiệp truyền hình nhưng bây giờ cũng phổ biến trong các ứng dụng khác.
Máy quay video được sử dụng chủ yếu ở hai chế độ. Đầu tiên, đặc điểm của nhiều chương trình phát sóng sớm, là truyền hình trực tiếp, trong đó camera truyền hình ảnh thời gian thực trực tiếp lên màn hình để quan sát ngay lập tức. Một số camera vẫn phục vụ sản xuất truyền hình trực tiếp, nhưng hầu hết các kết nối trực tiếp dành cho các hoạt động an ninh, quân sự/chiến thuật và công nghiệp, với yêu cầu xem lén hoặc từ xa. Ở chế độ thứ hai, hình ảnh được ghi vào thiết bị lưu trữ để lưu trữ hoặc xử lý thêm; trong nhiều năm, băng video là định dạng chính được sử dụng cho mục đích này, nhưng dần dần bị thay thế bởi đĩa quang, đĩa cứng và sau đó là bộ nhớ flash. Video ghi lại được sử dụng trong sản xuất truyền hình và các nhiệm vụ giám sát và theo dõi thường xuyên hơn trong đó cần ghi lại tình huống không giám sát để phân tích sau này.